# Cadair Idris
Cadair Idris o Cader Idris (gall. Sedia di Idris) è una montagna del Regno Unito, nel Parco Nazionale di Snowdonia, in Galles.
Si trova al confine meridionale del parco nazionale e raggiunge 893 m d'altezza sul Penygadair ("Cima della Sedia").
È una delle montagne più popolari in Galles. È composta in gran parte da rocce ignee ordoviciane con tipiche caratteristiche di erosione glaciale come circhi glaciali ("cwm"), morene, striature glaciali e rocce montonate.

## Parco Nazionale
Vari sentieri portano sulla cima come il Pony Path o il Fox's Path, che porta direttamente sul versante nord della montagna, una rupe lunga 4,5 km e ripida. Negli ultimi anni Fox's Path è degradata abbastanza da renderla un pendio pericoloso per escursionisti e scalatori non esperti. A nord si trova la cittadina di Dolgellau e l'estuario del Mawddach, a sud il lago ghiacciato Tal-y-llyn e 3 km più ad ovest il limite orientale della Talyllyn Railway, uno scartamento ridotto ferroviario preservato.
Gran parte dell'area del Cadair Idris fu designato una Riserva Naturale Nazionale nel 1957. È sede di piante artico-alpine come la sassifraga viola e il salice nano.

## Etimologia
Il nome Cadair Idris si riferisce al gigante della mitologia gallese Idris Gawr e alla somiglianza di un circo, Cwm Cau, ad un'enorme poltrona. La forma Cader Idris si ritrova sia in inglese che in gallese e deriva dalla pronuncia del dialetto locale di cadair. Anche se cader non è scorretto, Cadair Idris è la forma ufficiale nelle mappe, seguendo la pronuncia standard gallese.

## Miti e leggende
Molte sono le leggende su Cadair Idris. Alcuni laghi vicini si pensa siano senza fondo. Chiunque dorma sulle sue pendici si dice che si risveglierà pazzo o poeta. La tradizione del dormire sulla cima di un monte probabilmente deriva dalle tradizioni bardiche: i bardi dormivano sulle montagne per trarre ispirazione (l'awen).
Il nome si riferisce al gigante Idris (Idris Gawr) della mitologia gallese. Idris era un abile poeta, astronomo e filosofo. A volte il nome è stato malinterpretato da alcuni autori popolari come il Seggio di Artù, probabilmente riferendosi a re Artù e alla collina dello stesso nome ad Edimburgo. Susan Cooper ha popolarizzato l'idea ne Il Re Grigio. Non ci sono comunque collegamenti tra Idris e Artù.
La forma a cratere di Cwm Cau ha portato alcuni ad affermare che Cadair Idris è un vulcano estinto. Charles Kingsley lo ha smentito in Geologia Cittadina nel 1872.
Nella mitologia gallese Cadair Idris è anche terreno di caccia di Gwyn ap Nudd e dei suoi Cwn Annwn. I latrati degli enormi cani predicono la morte di chi li ascolti. L'anima del malcapitato verrebbe strappata via e trascinata nell'Annwn (l'Oltretomba).